# Сурский район
Су́рский райо́н — административно-территориальная единица (административный район) и муниципальное образование (муниципальный район) на северо-западе Ульяновской области России.
Административный центр — рабочий посёлок Сурское.

## География
Площадь Сурского района — 1688 км², что составляет около 4,5 % всей территории области.
По территории района протекает один из крупнейших притоков Волги — река Сура.
На северо-востоке Майнского района, севернее села Новые Маклауши, по речке Руссалимка и Маклаушка, находится эксклав района.

## История
Сурский район был образован в 1928 году и носил название Промзинский район, и вошёл в состав Ульяновского округа Средне-Волжской области.
28 июля 1930 года Ульяновский округ был упразднён, а все районы вошли в прямое подчинение Средневолжского края.
21 февраля 1931 года село Промзино было переименовано в Сурское, а район был переименован в Сурский и к нему присоединили Астрадамовский район.
5 февраля 1935 году, при новом районировании Куйбышевского края, из района были выделены ряд сельсоветов в Карсунский и Тагайский районы.
В октябре 1939 года из состава Сурского район вновь выделен Астрадамовский район в составе Куйбышевской области.
Осенью 1941 года на территории района была построена часть оборонительной линии, названная — Сурский рубеж обороны.
19 января 1943 года район вошёл в состав новообразованной Ульяновской области.
22 октября 1960 года к Сурскому району отошла часть территории упразднённого Астрадамовского района.

### Сурское
Центром Сурского района является посёлок городского типа Сурское, называвшееся селом Промзино и относившееся к Алатырскому уезду Симбирской губернии. Село Промзино было основано в 1552 году,  раньше Симбирска, и имеет право называться одним из старейших поселений Ульяновской области. Своё название село Промзино получило в честь небольшой речки Промзы, а при Советской власти село было переименовано на «Сурское» — в честь реки Суры.
На сегодня самым старейшим поселением считается село Барышская Слобода, основанное в первом походе на Казань Ивана Грозного (1547 г.), повелев основать Баранчеево городище, где впоследствии русская армия неоднократно останавливалась на отдых. Первое упоминание о селе Баранчеево относят к 1552 году, и этот год считается датой основания села. Первоначально это был сторожевой пункт на реке Сура, который населяли служивые люди, освобождённые от податей в казну. Считается, что село было названо по имени озера Баран, расположенного рядом.

## Население
| 1939    | 1989    | 2002    | 2009    | 2010    | 2011    | 2012    | 2013    | 2014    |
| ------- | ------- | ------- | ------- | ------- | ------- | ------- | ------- | ------- |
| 68 955  | ↘25 932 | ↘22 644 | ↘20 494 | ↘19 430 | ↘19 333 | ↘18 928 | ↘18 506 | ↘18 058 |
| 2015    | 2016    | 2017    | 2018    | 2019    | 2020    | 2021    |         |         |
| ↘17 692 | ↘17 411 | ↘17 001 | ↘16 635 | ↘16 228 | ↘15 862 | ↘15 109 |         |         |

### Урбанизация
В городских условиях (рабочий посёлок Сурское) проживают 38,42 % населения района.
=== Национальный состав === по переписи 2010 года:
| русские                | 16 583 (87,4 %) |
| мордва                 | 968 (5,1 %)     |
| чуваши                 | 788 (4,1 %)     |
| татары                 | 288 (1,5 %)     |
| Указали национальность | 18 976          |

Из 58 сельских населённых пунктов в 6 численно преобладают чуваши, в 5 — мордва, в 1 — татары.

## Административное деление
Сурский административный район в рамках административно-территориального устройства области делится на 1 поселковый округ и 6 сельских округов.
Одноимённый муниципальный район в рамках организации местного самоуправления (муниципального устройства) включает 7 муниципальных образований, в том числе 1 городское поселение и 6 сельских поселений.
Поселковые округа соответствуют городским поселениям, сельские округа — сельским поселениям.
| № | Муниципальное образование         | Админ. центр            | Количество населённых пунктов | Население (чел.) | Площадь (км²) |
| - | --------------------------------- | ----------------------- | ----------------------------- | ---------------- | ------------- |
| 1 | Сурское городское поселение       | рабочий посёлок Сурское | 8                             | ↘7287            | 203,41        |
| 2 | Астрадамовское сельское поселение | село Астрадамовка       | 12                            | ↘1785            | 355,55        |
| 3 | Лавинское сельское поселение      | село Лава               | 6                             | ↘1014            | 274,33        |
| 4 | Никитинское сельское поселение    | село Никитино           | 9                             | ↘1217            | 187,14        |
| 5 | Сарское сельское поселение        | село Сара               | 5                             | ↗1432            | 160,95        |
| 6 | Хмелёвское сельское поселение     | село Хмелёвка           | 13                            | ↘1410            | 280,15        |
| 7 | Чеботаевское сельское поселение   | село Чеботаевка         | 9                             | ↗964             | 219,17        |

### Населённые пункты
В районе находятся 62 населённых пункта, в том числе 1 городской (рабочий посёлок) и 61 сельский:
| №  | Населённый пункт                      | Тип             | Население | Муниципальное образование         |
| -- | ------------------------------------- | --------------- | --------- | --------------------------------- |
| 1  | Акнеево                               | село            | ↘12       | Сурское городское поселение       |
| 2  | Алейкино                              | деревня         | 94        | Астрадамовское сельское поселение |
| 3  | Александрия                           | деревня         | 3         | Чеботаевское сельское поселение   |
| 4  | Александровка                         | село            | 0         | Никитинское сельское поселение    |
| 5  | Араповка                              | село            | 212       | Хмелёвское сельское поселение     |
| 6  | Аркаево                               | село            | 187       | Астрадамовское сельское поселение |
| 7  | Архангельское                         | село            | 261       | Чеботаевское сельское поселение   |
| 8  | Астрадамовка                          | село            | ↘866      | Астрадамовское сельское поселение |
| 9  | Атяшкино                              | село            | 76        | Чеботаевское сельское поселение   |
| 10 | Ащерино                               | деревня         | 36        | Хмелёвское сельское поселение     |
| 11 | Барашево                              | село            | 95        | Хмелёвское сельское поселение     |
| 12 | Барышская Слобода                     | село            | 520       | Сарское сельское поселение        |
| 13 | Белый Ключ                            | село            | 404       | Лавинское сельское поселение      |
| 14 | Богдановка                            | деревня         | 0         | Астрадамовское сельское поселение |
| 15 | Богдановка                            | деревня         | 19        | Чеботаевское сельское поселение   |
| 16 | Болтаевка                             | село            | 49        | Лавинское сельское поселение      |
| 17 | Большой Кувай                         | село            | 681       | Астрадамовское сельское поселение |
| 18 | Большой Чилим                         | село            | 0         | Астрадамовское сельское поселение |
| 19 | Выползово                             | село            | 464       | Никитинское сельское поселение    |
| 20 | Городец                               | деревня         | 18        | Никитинское сельское поселение    |
| 21 | Гулюшево                              | село            | 190       | Сурское городское поселение       |
| 22 | Елховка                               | село            | 95        | Сарское сельское поселение        |
| 23 | Ждамирово                             | село            | 521       | Хмелёвское сельское поселение     |
| 24 | Засарье                               | село            | 108       | Сарское сельское поселение        |
| 25 | Зимницы                               | село            | 65        | Хмелёвское сельское поселение     |
| 26 | Кезьмино                              | село            | 215       | Никитинское сельское поселение    |
| 27 | Кивать                                | село            | 81        | Никитинское сельское поселение    |
| 28 | Кирзять                               | село            | 370       | Сурское городское поселение       |
| 29 | Княжуха                               | село            | 365       | Хмелёвское сельское поселение     |
| 30 | Козловка                              | деревня         | 0         | Астрадамовское сельское поселение |
| 31 | Кольцовка                             | деревня         | 68        | Хмелёвское сельское поселение     |
| 32 | Колюпановка                           | деревня         | 8         | Чеботаевское сельское поселение   |
| 33 | Красная Якла                          | деревня         | 98        | Никитинское сельское поселение    |
| 34 | Красные Горы                          | село            | 3         | Лавинское сельское поселение      |
| 35 | Лава                                  | село            | 774       | Лавинское сельское поселение      |
| 36 | Лебедевка                             | деревня         | 276       | Астрадамовское сельское поселение |
| 37 | Малый Барышок                         | село            | 5         | Никитинское сельское поселение    |
| 38 | Малый Кувай                           | село            | 136       | Астрадамовское сельское поселение |
| 39 | Неплевка                              | деревня         | 38        | Чеботаевское сельское поселение   |
| 40 | Никитино                              | село            | 407       | Никитинское сельское поселение    |
| 41 | Ольховка                              | село            | 86        | Хмелёвское сельское поселение     |
| 42 | Паркино                               | село            | 167       | Астрадамовское сельское поселение |
| 43 | Полянки                               | село            | 175       | Сурское городское поселение       |
| 44 | Помаево                               | село            | ↘0        | Астрадамовское сельское поселение |
| 45 | Посёлок имени Гагарина                | посёлок         | 0         | Сарское сельское поселение        |
| 46 | Ружеевщино                            | село            | 251       | Никитинское сельское поселение    |
| 47 | Сара                                  | село            | 1129      | Сарское сельское поселение        |
| 48 | Степановка                            | село            | 0         | Лавинское сельское поселение      |
| 49 | Студенец                              | село            | 168       | Сурское городское поселение       |
| 50 | Сурское                               | рабочий посёлок | ↘5805     | Сурское городское поселение       |
| 51 | Сыреси                                | село            | 52        | Хмелёвское сельское поселение     |
| 52 | Сычёвка                               | деревня         | 18        | Чеботаевское сельское поселение   |
| 53 | Утесовка                              | село            | 86        | Астрадамовское сельское поселение |
| 54 | Хмелёвка                              | село            | 362       | Хмелёвское сельское поселение     |
| 55 | Центральная усадьба совхоза «Сурский» | посёлок         | 674       | Сурское городское поселение       |
| 56 | Цыповка                               | село            | 23        | Хмелёвское сельское поселение     |
| 57 | Чеботаевка                            | село            | 496       | Чеботаевское сельское поселение   |
| 58 | Черненово                             | село            | 348       | Сурское городское поселение       |
| 59 | Чирково                               | село            | 107       | Хмелёвское сельское поселение     |
| 60 | Шатрашаны                             | село            | 293       | Чеботаевское сельское поселение   |
| 61 | Шеевщино                              | село            | 218       | Хмелёвское сельское поселение     |
| 62 | Элита                                 | посёлок         | 105       | Лавинское сельское поселение      |

## Экономика
В Сурском районе сельскохозяйственные угодья занимают площадь в 59,1 тысяча га.
Сельское хозяйство специализируется на выращивании зерновых, кормовых и технических культур, овощеводстве, разведении крупного рогатого скота молочно-мясного направления, овцеводстве, свиноводстве.
В районе 123 крупных и средних промышленных предприятия.

## Люди, связанные с районом
- В детские и юношеские годы в Сурском проживал выдающийся учёный-орнитолог и охотовед Сергей Александрович Бутурлин.
- Илья Николаевич Ульянов, не раз посещавший село Промзино, открыл в нём двухклассное училище, в здании которого ныне располагается Сурский историко-краеведческий музей.
- В деревне Сыреси родился Герой Советского Союза Иван Степанович Юфимов.
- В деревне Лава (Сурский район) родились Герои Советского Союза В. П. Хазов и С. А. Кукушкин.
- В селе Сара родился Григорий Андреевич Белов.
- В селе Засарье родилась мать историка Карамзина Николая Михайловича — Екатерина Петровна Пазухина[28][29].
- ПРЕОБРАЖЕНСКИЙ РОМАН АЛЕКСЕЕВИЧ (1853, Алатырский у. Симб. губ. – 26.10.1937, р.п. Сурское) — педагог, Герой Труда[30][31].
- Логунов Пётр Фёдорович – бригадир тракторной бригады Сурской МТС Сурского района Ульяновской области, Герои Социалистического Труда[32].

## Достопримечательности
- В районе находится множество родников и святых источников[33].
- В Сурском находится Никольская гора, довольно высокий холм на левом берегу Суры, на котором находится часовня. Тысячи религиозных людей каждый год стараются попасть на вершину этой горы со стороны крутого откоса, веря в поверье, что тот, кто заберётся на гору, снимет с себя много грехов[34][35][36][37].
- На территории района находится государственный республиканский зоологический боброво-выхухолевый заказник (Сурский заказник)[38][39].
- В Сурском в здании двухклассного училища, открытого Ильёй Ульяновым, находится Сурский историко-краеведческий музей.
- В Сурском районе прошла VI школа-пленэр «Киселевские зори»[40].
- Памятник Александру II (Белый Ключ).
- Церковь Покрова Богородицы (Астрадамовка).
- Введенская церковь (Лава).
- Церковь Покрова Пресвятой Богородицы (Кезьмино)
- Кезьмино (усадьба)
- Часовня Николая Чудотворца на Никольской горе
- Церковь Михаила Архангела (Никитино)
- Николаевский храм (Барышская Слобода)